# Верхняя Сарана
Верхняя Сарана — деревня в Красноуфимском округе Свердловской области. Управляется территориальной администрацией посёлка Сарана.

## История
Поселение было основано в 1817 году при строительстве железоделательного завода А. А. Кнауфом.
В настоящее время управляется территориальной администрацией посёлка Сарана.

## География
Верхняя Сарана расположена на правом берегу реки Сараны, в 20 километрах на юго-юго-запад от административного центра округа — города Красноуфимска. 

## Население
| 2002 | 2010 |
| ---- | ---- |
| 2    | →2   |

В 1870-х годах в заводском посёлке проживали 370 человек в 80 дворах.

## Инфраструктура
В деревне расположена всего одна улица: 8 Марта.